# عزلة بني فلاح (حجة)

تعديل مصدري - تعديل

عزلة بني فلاح هي إحدى عزل مديرية أفلح اليمن في محافظة حجة اليمنية ويبلغ تعداد سكانها 3193 نسمة حسب التعداد السكاني في اليمن لعام 2004.